# Angliers, Vienne

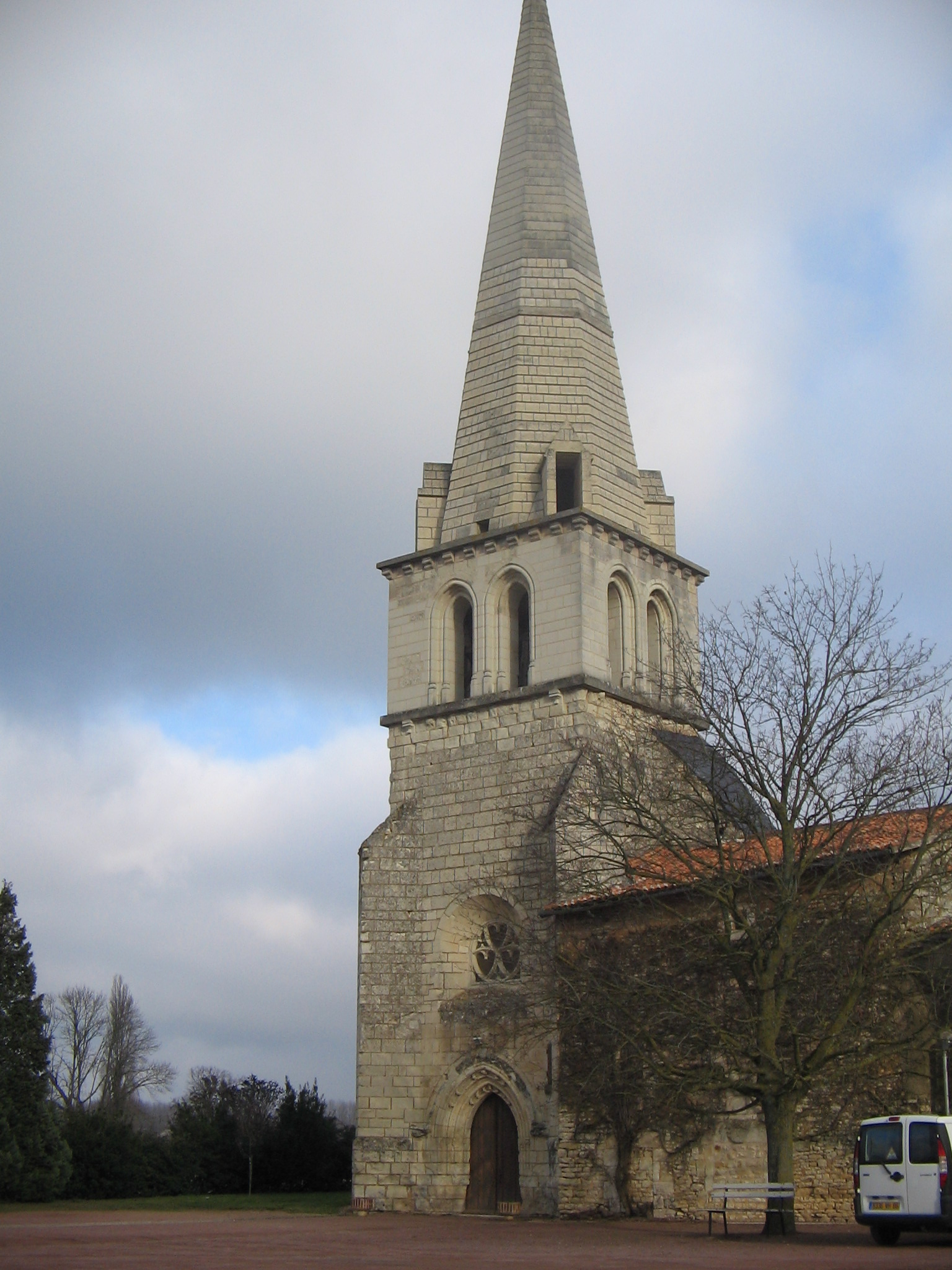
Nhà thờ Angliers

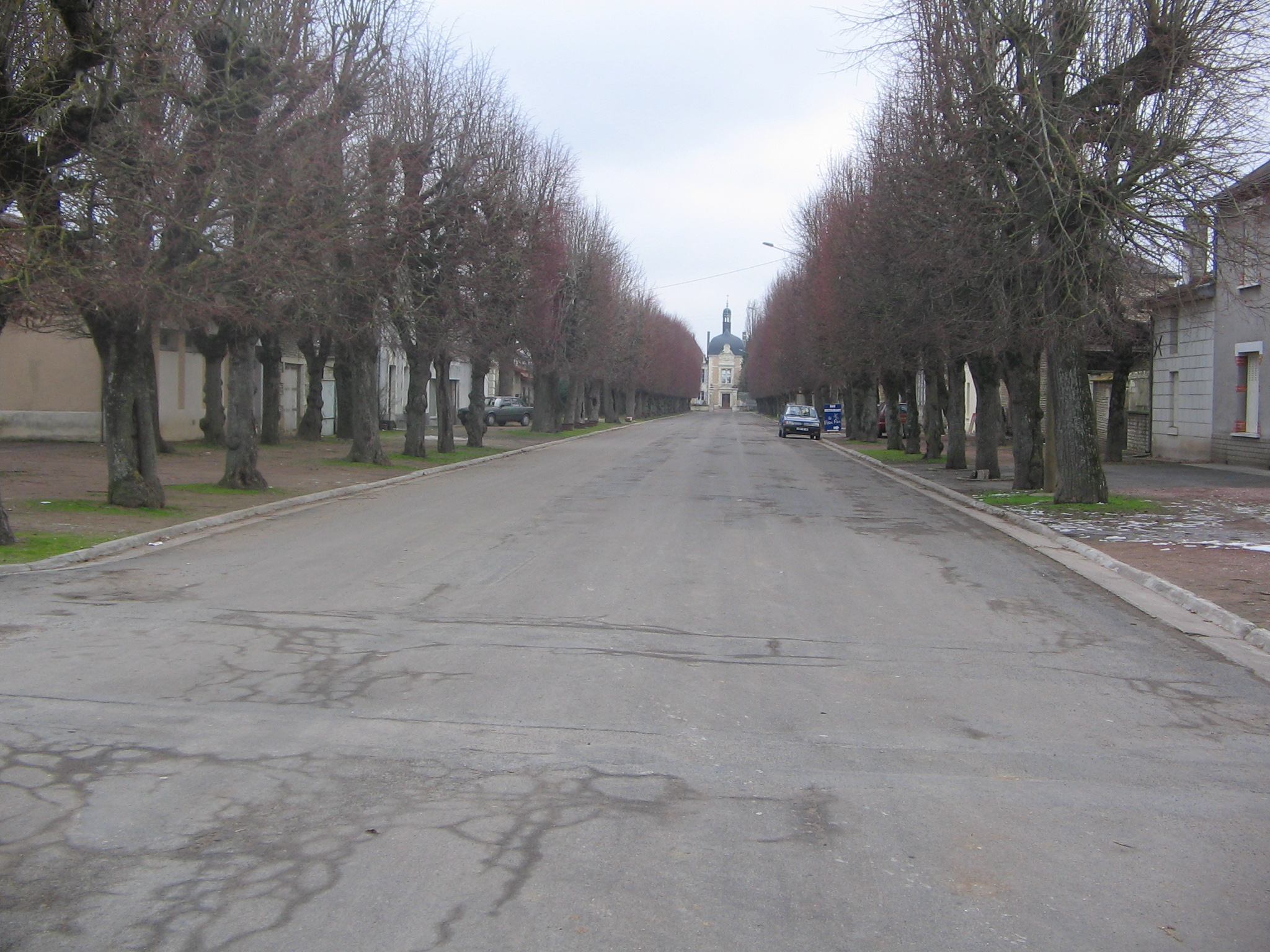
Đại lộ ở Angliers

Angliers là một xã, tọa lạc ở tỉnh Vienne trong vùng Nouvelle-Aquitaine, Pháp. Xã này có diện tích 23,31 kilômét vuông, dân số năm 2006 là 660 người. Xã nằm ở khu vực có độ cao trung bình 70 m trên mực nước biển.

## Hành chính
| Danh sách các xã trưởng |                  |             |      |         |
| Giai đoạn               | Giai đoạn        | Tên         | Đảng | Tư cách |
| mars 2001               | tháng 3 năm 2008 | Jean Gigon  |      |         |
| mars 2008               |                  | René Girard |      |         |

## Biến động dân số
| Năm | 1962 | 1968 | 1975 | 1982 | 1990 | 1999 | 2006 |
| --- | ---- | ---- | ---- | ---- | ---- | ---- | ---- |
| Dân số | 573  | 677  | 682  | 630  | 619  | 666  | 660  |
| From the year 1962 on: No double counting—residents of multiple communes (e.g. students and military personnel) are counted only once. |      |      |      |      |      |      |      |